# Kirmanjärvi
Kirmanjärvi eller Kirmajärvi är en sjö i Finland. Den ligger i kommunerna Idensalmi och Lapinlax i landskapet Norra Savolax, i den centrala delen av landet, 400 km norr om huvudstaden Helsingfors. Kirmanjärvi ligger 86,1 meter över havet. Den är 10 meter djup. Arean är 3,04 kvadratkilometer och strandlinjen är 12,97 kilometer lång. Sjön  ingår i Vuoksens huvudavrinningsområde.   I omgivningarna runt Kirmanjärvi växer i huvudsak blandskog.